# Monjas
Monjas là một đô thị thuộc bang Oaxaca, México. Năm 2005, dân số của đô thị này là 2104 người.